# Włocławek Port

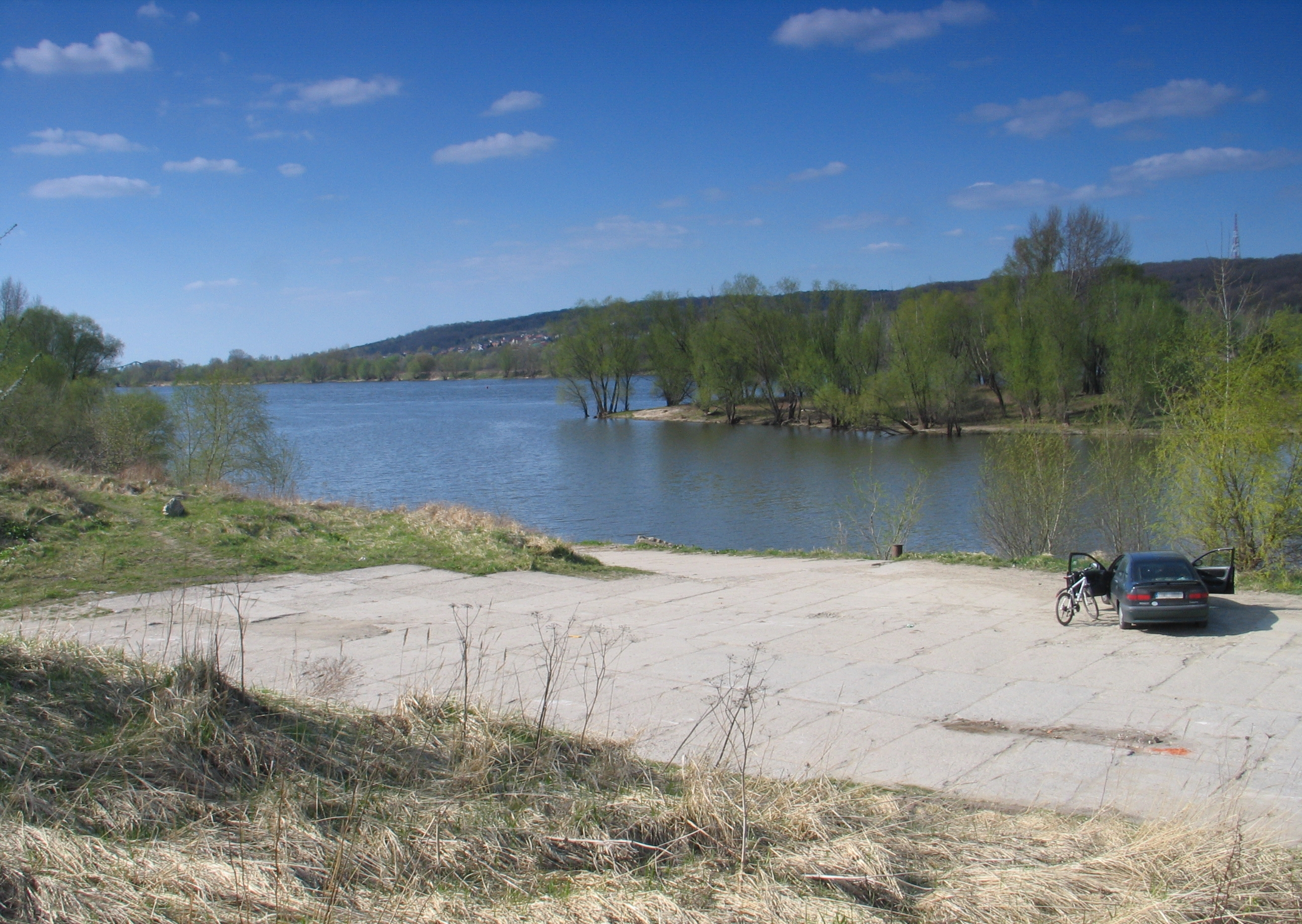
Okolice portu

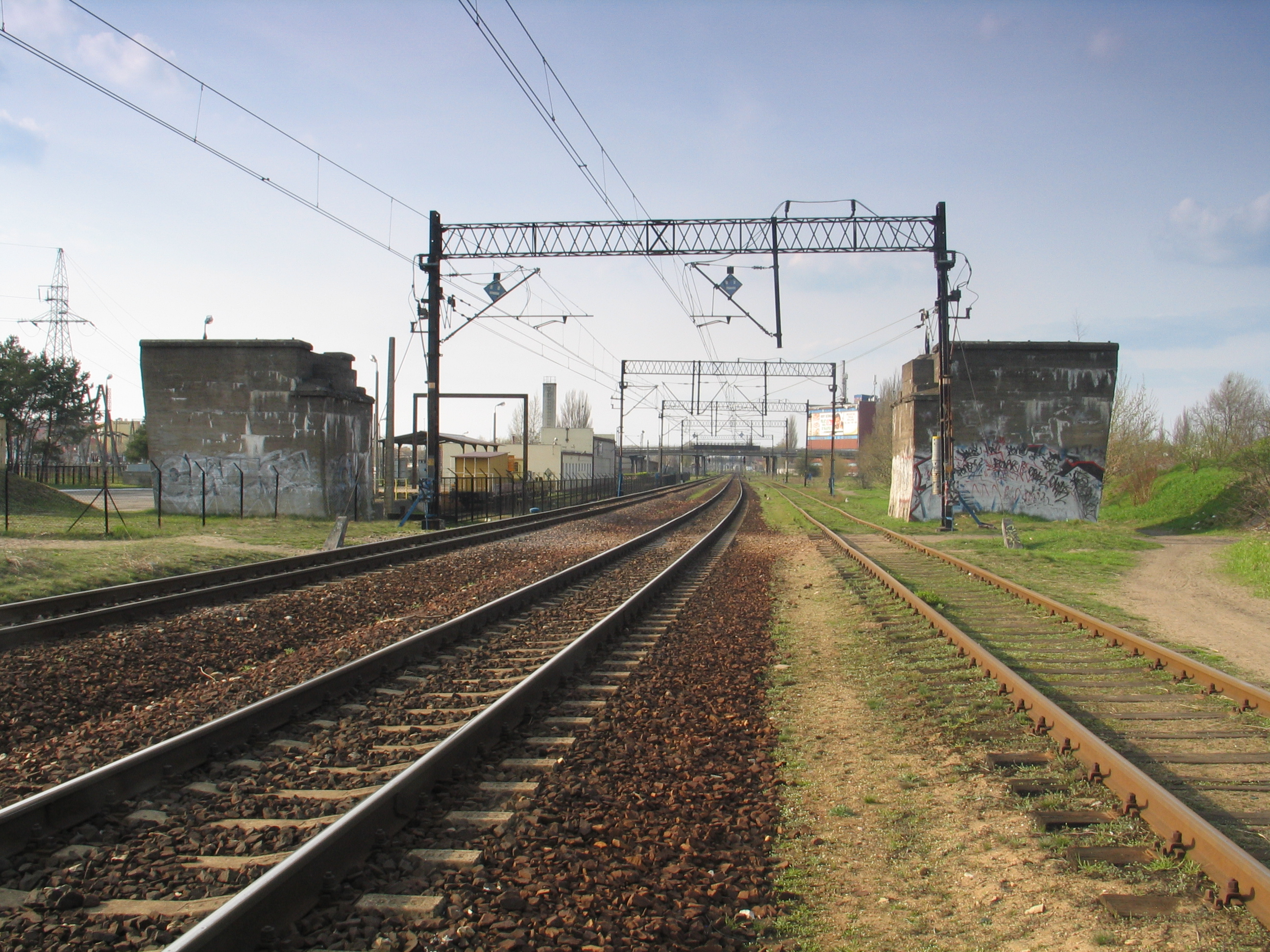
Pozostałości po wiadukcie – przyczółki

Włocławek Port – nieistniejąca już stacja kolejowa, znajdująca się niegdyś we włocławskim porcie rzecznym przy ulicy Płockiej (na wysokości dzisiejszej ulicy Leonida Teligi).
Linia wąskotorowa Włocławek – Włocławek Port powstała pod koniec lat 30. XX wieku. Miała długość 6,9 km (6,45 km według danych powojennych).
Dla portowej linii wąskotorowej wybudowano wiadukt nad linią normalnotorową dawnej kolei Warszawsko-Bydgoskiej (dzisiejsza Linia kolejowa nr 18), wiadukt znajdował się kilkaset metrów na południowy wschód od dzisiejszego wiaduktu drogowego, którym przebiega ulica Wronia.
W okresie powojennym z transportu rzecznego korzystały głównie Elewator Zbożowy PZZ Kujawiak (odbierał żyto i jęczmień) oraz cukrownia Brześć Kujawski (nadawała cukier). W 1956 r. Elewator zainwestował w bocznicę normalnotorową, na odcinku ok. 2 km przebiegała wzdłuż portowej linii wąskotorowej.
Kilkanaście lat po wojnie linia Włocławek – Włocławek Port zaczęła utrudniać Prezydium Miejskiej Rady Narodowej projektowanie inwestycji drogowych, poza tym była nierentowna, w związku z czym jesienią 1962 r. zadecydowano o jej likwidacji. Ostatecznie zamknięto ją 15 sierpnia 1963 r., niedługo potem rozebrano.